# Kramkows Optional Decomposition Theorem
Kramkows Optional Decomposition Theorem (oder einfach nur Optional Decomposition Theorem, zu deutsch ‚Optionale Zerlegung‘) ist ein mathematischer Satz aus der Stochastik, der von besonderem Interesse für die Finanzmathematik ist. Der Satz gibt eine Zerlegung eines positiven Supermartingales {\displaystyle V} bezüglich einer Familie von Martingalmaßen in folgende Form
{\displaystyle V_{t}=V_{0}+(H\cdot X)_{t}-C_{t},\quad t\geq 0}
an. {\displaystyle (H\cdot X)} bezeichnet dabei ein stochastisches Integral und {\displaystyle C} einen adaptierten (optionalen) Prozess.
Die finanzmathematische Interpretation ist folgende: {\displaystyle V} stellt den Vermögensprozess eines Anlegers dar, {\displaystyle (H\cdot X)} den Gewinn-/Verlustprozess seines Portfolios und {\displaystyle C} seinen Konsumprozess.
Das Theorem wurde 1994 von dem russischen Mathematiker Dmitri Kramkow bewiesen und der Name leitet sich von der Doob-Meyer-Zerlegung (englisch Doob-Meyer decomposition theorem) ab. Im Unterschied zur Doob-Meyer-Zerlegung ist der Prozess {\displaystyle C} nicht mehr vorhersagbar, sondern adaptiert, was unter den Bedingungen des Satzes dasselbe wie ein optionaler Prozess ist.

## Vorbereitung
Sei {\displaystyle (\Omega ,{\mathcal {A}},\{{\mathcal {F}}_{t}\},P)} ein filtrierter Wahrscheinlichkeitsraum mit den üblichen Bedingungen.

### Lokal-Beschränkt
Ein {\displaystyle d}-dimensionaler Prozess {\displaystyle X=(X^{1},\dots ,X^{d})} heißt lokal-beschränkt, falls eine Folge von {\displaystyle (\tau _{n})_{n\geq 1}} von Stoppzeiten existiert, so dass {\displaystyle \tau _{n}\to \infty } fast sicher wenn {\displaystyle n\to \infty } und {\displaystyle |X_{t}^{i}|\leq n} für {\displaystyle 1\leq i\leq d} und {\displaystyle t\leq \tau _{n}}.

## Aussage
Sei {\displaystyle X=(X^{1},\dots ,X^{d})} ein {\displaystyle d}-dimensionaler Càdlàg-Prozess, der lokal-beschränkt ist. Sei {\displaystyle M(X)\neq \emptyset } der Raum der äquivalenten lokalen Martingalmaße für {\displaystyle X} und o. B. d. A. nehmen wir an das {\displaystyle P\in M(X)}. 
Sei {\displaystyle V} ein positiver stochastischer Prozess, dann ist {\displaystyle V} genau dann ein {\displaystyle Q}-Supermartingal für jedes {\displaystyle Q\in M(X)}, falls ein {\displaystyle X}-integrierbarer und vorhersagbarer Prozess {\displaystyle H} und ein adaptierter steigender Prozess {\displaystyle C} existiert, so dass
{\displaystyle V_{t}=V_{0}+(H\cdot X)_{t}-C_{t},\quad t\geq 0.}

### Bemerkung
Die Aussage ist unter Maßwechsel zu einem äquivalenten Maß auch gültig.